# Kiss Me First
Kiss Me First  é uma série de televisão britânica dramática de suspense sobre espionagem cibernética criada por Bryan Elsley para o Channel 4 e a Netflix. A série começou a ser exibida em 2 de abril de 2018, no Channel 4. Posteriormente foi disponibilizada na Netflix em todo o mundo, em 29 de junho de 2018.

## Premissa
Leila é uma garota solitária de 17 anos, viciada em um site fictício de, jogos on-line chamado Azana. Enquanto joga na plataforma, Leila conhece Tess, uma garota legal e confiante que guarda um segredo obscuro. No mundo real, as duas meninas se tornam amigas, mas depois que Tess desaparece, Leila é rapidamente atraída para desvendar o mistério por trás de seu desaparecimento.

## Elenco
- Tallulah Haddon como Leila Evans / Shadowfax[9]
- Simona Marrom como Tess / Mania[4]
- Mateus Barba como Adrian Palmer
- George Jovanovic como Cyryl Niemec / a Calumny
- Freddie Stewart como Kyle / Força
- Misha Butler como Jack Innes / Jocasta
- Haruka Abe como Tomiko Teshima / Tippi
- Samuel Bottomley, como Ben / Denier
- Mateus Aubrey como Jonty
- Luke Thompson como Connor

## Produção
Em janeiro de 2016, foi relatado que a Netflix e E4 iriam co-produzir uma série baseada no romance Lottie Moggach do mesmo título, consistindo de episódios de seis horas de duração, com a Netflix detendo os direitos de transmissão internacional e E4 os do  Reino Unido. A série é uma mistura de performances ao vivo e cenas geradas por computador. As primeiras filmagens tiveram inicio em dezembro de 2016 em Londres, incluindo Hanwell, West Ealing e a Croácia e estava prevista para terminar em meados de 2017. Em fevereiro de 2018, foi anunciado que iria ao ar no Channel 4 e a primeira imagem foi lançada.
O parque de estacionamento da estrada de Shellness foi usado em uma sequencia em que um personagem usa uma bomba de tubo para explodir seus cuidadores abusivos. Uma outra cena foi filmada em Leysdown Promenade mostrando a chegada de um dos líderes em um ônibus. Leysdown on Sea é uma cidade costeira na Ilha de Sheppey , em Kent.

## Episódios
| N.º | Título                                                          | Dirigido por       | Escrito por                      | Lançamento no Reino Unido |
| --- | --------------------------------------------------------------- | ------------------ | -------------------------------- | ------------------------- |
| 1   | "She Did Something" "(Alguma coisa ela fez)" (BR)               | Misha Manson-Smith | Bryan Elsley                     | 2 de abril de 2018        |
| 2   | "Make It Stop" "(Faça isso parar!)" (BR)                        | Misha Manson-Smith | Bryan Elsley                     | 9 de abril de 2018        |
| 3   | "Off the Rails" "(Perdendo o controle)" (BR)                    | Misha Manson-Smith | Rachel Hirons & Bryan Elsley     | 16 de abril de 2018       |
| 4   | "Friends Let Us Down" "(Amigos nos decepcionam)" (BR)           | Tom Green          | Laura Deeley & Bryan Elsley      | 23 de abril de 2018       |
| 5   | "The Witch Is Coming" "(A Bruxa está vindo)" (BR)               | Tom Green          | Jamie Brittain & Lauren Sequeira | 30 de abril de 2018       |
| 6   | "You Can Never Go Home" "(Você nunca vai voltar pra casa)" (BR) | Tom Green          | Laura Deeley & Bryan Elsley      | 7 de maio de 2018         |